# Intel Xeon (Coffee Lake)
Die Intel-Xeon-Serie auf Basis der Intel-Coffee-Lake-Mikroarchitektur ist eine Familie von 64-Bit-Mikroprozessoren für Server und Workstations von Intel. Coffee-Lake ist der Intel-Codename für die zweite Überarbeitung der Skylake-Mikroarchitektur. Dabei wurde die eigentliche Mikroarchitektur kaum geändert, der Fertigungsprozess in 14 nm Strukturgröße wurde zweimal im Hinblick auf geringere Leckströme überarbeitet und wird jetzt 14nm++ genannt. Damit weicht dieser Codename wie schon Kaby-Lake vom bisherigen Tick-Tock-Entwicklungsmodell von Intel ab: es findet weder eine Strukturverkleinerung noch eine Überarbeitung der Mikroarchitektur statt, stattdessen spricht Intel von Optimierungen. Das Namensschema E3/E5/E7 wird offenbar (wie auch schon bei dem Xeon Scalable Prozessor) endgültig verlassen.
Die Prozessoren entsprechen weitestgehend den Intel-Core-i-Serie-Prozessoren der 8. Generation.

## Xeon E
Im April 2018 ist zunächst die Reihe Xeon E mit zwei Mobil-Prozessoren, jeweils mit 6 CPU-Kernen erschienen. Sie sind die direkten Nachfolger der Xeon-Kaby-Lake Reihe (Xeon E3-v6) und ebenso wie diese für Ein-Prozessor-Systeme gebaut. 
Im Juli 2018 folgen 10 Prozessormodelle für Standrechner mit dem LGA1151v2-Sockel. Hier gibt es auch Varianten mit Prozessorgrafik und nur 4 Prozessorkernen.
Anzahl Hauptspeicherkanäle (2), maximale Hauptspeichergröße (64 GB), Anzahl PCIe 3.0 Lanes (16) und der Lötsockel BGA1440 wurden gegenüber der Vorgängerreihe Xeon E3-v6 beibehalten, die Anzahl der Kerne von 4 auf 6 gesteigert, ECC des Hauptspeicher wird im Unterschied zu den Core-i - 8. Generation-Prozessoren unterstützt, ein neuer Chipsatz (Serie 300) ist erforderlich und damit neue Hauptplatinen. Als Prozessorgrafik ist die Intel UHD Graphics 630-Einheit, die jetzt sogenannte UHD-4K-Monitore (siehe auch  Bildauflösung) mit 60 Hz unterstützt, eingebaut.
| Produkt Name            | Release | Kerne | Cache | Turbo- Frequenz | Basis- Frequenz | TDP     | Prozessor- grafik | Sockel    |
| ----------------------- | ------- | ----- | ----- | --------------- | --------------- | ------- | ----------------- | --------- |
| Xeon® E-2186M Processor | Q2'18   | 6     | 12 MB | 4,80 GHz        | 2,90 GHz        | 35–45 W | keine             | BGA1440   |
| Xeon® E-2176M Processor | Q2'18   | 6     | 12 MB | 4,40 GHz        | 2,70 GHz        | 35–45 W | keine             | BGA1440   |
| Xeon® E-2186G Processor | Q3'18   | 6     | 12 MB | 4,70 GHz        | 3,80 GHz        | 95 W    | UHD Graphics P630 | LGA1151v2 |
| Xeon® E-2176G Processor | Q3'18   | 6     | 12 MB | 4,70 GHz        | 3,70 GHz        | 80 W    | UHD Graphics P630 | LGA1151v2 |
| Xeon® E-2146G Processor | Q3'18   | 6     | 12 MB | 4,50 GHz        | 3,50 GHz        | 80 W    | UHD Graphics P630 | LGA1151v2 |
| Xeon® E-2126G Processor | Q3'18   | 6     | 12 MB | 4,50 GHz        | 3,30 GHz        | 80 W    | UHD Graphics P630 | LGA1151v2 |
| Xeon® E-2136 Processor  | Q3'18   | 6     | 12 MB | 4,50 GHz        | 3,30 GHz        | 80 W    | keine             | LGA1151v2 |
| Xeon® E-2174G Processor | Q3'18   | 4     | 8 MB  | 4,70 GHz        | 3,80 GHz        | 71 W    | UHD Graphics P630 | LGA1151v2 |
| Xeon® E-2144G Processor | Q3'18   | 4     | 8 MB  | 4,50 GHz        | 3,60 GHz        | 71 W    | UHD Graphics P630 | LGA1151v2 |
| Xeon® E-2124G Processor | Q3'18   | 4     | 8 MB  | 4,50 GHz        | 3,40 GHz        | 71 W    | UHD Graphics P630 | LGA1151v2 |
| Xeon® E-2134 Processor  | Q3'18   | 4     | 8 MB  | 4,50 GHz        | 3,50 GHz        | 71 W    | keine             | LGA1151v2 |
| Xeon® E-2124 Processor  | Q3'18   | 4     | 8 MB  | 4,30 GHz        | 3,30 GHz        | 71 W    | keine             | LGA1151v2 |